# Francesco Pricolo
Francesco Pricolo (30 januari 1891 - Rome, 14 oktober 1980) was een Italiaanse luchtmachtofficier. Van 1939 tot 1941 was hij de stafchef van de Aeronautica Militare. Hij was ook staatssecretaris (Sottosegretario) in het Ministero dell'Aeronautica van 1939 tot 1941.

## Leven
In 1909 meldde Pricolo zich vrijwillig aan bij het Koninklijk Italiaans Leger. Pricolo diende als pionierofficier in een luchtschipbataljon van het Koninklijk Italiaans Leger. Hij behaalde zijn vliegbrevet in december 1915. Tijdens de Eerste Wereldoorlog nam met het luchtschip aan 60 gevechtsoperaties deel. 
Na de oprichting van de luchtmacht (Regia Aeronautica), stapte hij over naar dit nieuwe krijgsmachtdeel, waar hij van 1933 tot 1939 over het 2ª squadra aerea in Padua het bevel voerde.
Vanaf 10 november 1939 tot 15 november 1941 was hij stafchef van het Aeronautica Militare. Hij werd opgevolgd door Rino Corso Fougier.
Er is over het verder verloop van zijn leven niks bekend.

## Militaire carrière
- Generaal-majoor (Generale di divisione aerea):
- Kolonel (Colonello): 1929
- Luitenant-kolonel (Tenente colonnello):
- Majoor (Maggiore):
- Kapitein (Capitano): september 1915
- Eerste luitenant (Tenente):
- Tweede luitenant (Sottotenente): augustus 1911[2]

## Onderscheidingen
- Militaire Orde van Savoye
  - Officier op 21 september 1939[3]
  - Ridder op 24 februari 1918[3]
- Zilveren medaille voor Dapperheid
- Pilota Militare

## Publicaties
- Francesco Pricolo, Ignavia contro eroismo. L'avventura italo-greca - Ottobre 1940 - Aprile1941, Nicola Ruffolo Editore, Roma 1946
- Francesco Pricolo, Ascensioni di guerra compiute dal pilota Francesco Pricolo, Stabilimento Fotomeccanico Aeronautica, Roma 1941
- Francesco Pricolo, La Regia Aeronautica nella seconda guerra mondiale, ed. Longanesi, 1971